# Mistress Nell
Mistress Nell è un film muto del 1915 diretto da James Kirkwood ambientato in Inghilterra all'epoca di Carlo II. Si basa sull'omonimo lavoro teatrale di George Cochran Hazelton andato in scena in prima al Bijou Theatre di Broadway il 9 ottobre 1900. Prodotto dalla Famous Players-Lasky Corporation, aveva come interpreti principali Mary Pickford, Owen Moore (all'epoca, i due attori erano sposati), Arthur Hoops e Ruby Hoffman.

## Trama
Durante una caccia alla volpe, re Carlo II, dopo avere incontrato l'attrice Nell Gwynn, si innamora di lei. Nell, frequentandolo, scopre alcuni intrighi di corte: Louise, duchessa di Portsmouth, sta tramando per conto della Francia contro il re cospirando insieme al duca di Buckingham. Nel corso di una cena al Blue Boar Inn, Nell si scontra con la duchessa, sfoggiando un'arguzia che mette in ombra la sua rivale che, di fronte a lei, finisce per fare la figura della sciocca. L'attrice scopre intanto i piani di Louise per consegnare degli importanti documenti segreti al re francese. Travestitasi da uomo, Nell, nei panni di un giovane irlandese si presenta a un ballo dove conquista la fiducia della traditrice. Si fa consegnare i documenti che promette di fare arrivare a destinazione ma poi li restituisce al re che, finalmente, capisce la duplicità della duchessa di Portsmouth. Nell, alla fine, rivela la vera identità di quello che sembrava un giovane e fedele giovanotto irlandese.

## Produzione
Il film fu prodotto dalla Famous Players-Lasky Corporation.

## Distribuzione
Distribuito dalla Paramount Pictures e presentato da Daniel Frohman, il film uscì nelle sale statunitensi il 1º febbraio 1915.
Copia completa della pellicola si trova conservata negli archivi del Museum Of Modern Art di New York.